# Angelo Di Pietro
Angelo Di Pietro (ur. 22 maja 1828 w Vivaro Romano, zm. 5 grudnia 1914 w Rzymie) – włoski kardynał, wysoki urzędnik Kurii Rzymskiej.
Ukończył seminarium duchowne w Tivoli, oraz rzymski uniwersytet La Sapienza, gdzie zdobył stopień doktora obojga praw w 1858. Święcenia kapłańskie otrzymał w dniu 20 grudnia 1851 w Tivoli. Został mianowany biskupem tytularnym w Nyssy i biskup pomocniczy Velletri w dniu 25 czerwca 1866 roku. Został arcybiskupem tytularnym Nazianu 28 grudnia 1877 roku. Był delegatem apostolskim i legatem nadzwyczajnym w Paragwaju i Urugwaju od 18 stycznia 1878 roku. Pełnił funkcję nuncjusza w Cesarstwie Brazylii od 1879, do momenty gdy został wysłany jako nuncjusz do Bawarii 21 marca 1882, gdzie pracował aż do 1887, kiedy został nuncjuszem w Hiszpanii.
Został mianowany kardynałem prezbiterem kościoła Santi Bonifacio ed Alessio na konsystorzu w dniu 16 stycznia 1893 przez papieża Leona XIII. Papież mianował go prefektem Kongregacji Rady 20 czerwca 1893. W latach 1895–1896 Kamerling Świętego Kolegium Kardynałów. Został kardynałem prezbiterem kościoła San Lorałenzo in Lucina w dniu 22 czerwca 1903 roku. Urząd prefekta kongregacji pełnił do 1904, gdy został Datariuszem Jego Świątobliwości. Brał udział w konklawe w 1903, które wybrało papieża Piusa X i w konklawe w 1914, które wybrało papieża Benedykta XV. Zmarł w 1914 roku, w Rzymie.